# Галбіна
Галбіна (рум. Galbina) — село у повіті Хунедоара в Румунії. Входить до складу комуни Балша.
Село розташоване на відстані 295 км на північний захід від Бухареста, 20 км на північний схід від Деви, 92 км на південний захід від Клуж-Напоки, 145 км на схід від Тімішоари.

## Населення
За даними перепису населення 2002 року у селі проживали 34 особи, усі — румуни. Усі жителі села рідною мовою назвали румунську.